# Suwat Yadee
Suwat Yadee (thailändisch สุวัฒน์ ญาดี, * 24. Mai 1991), auch als Oat bekannt, ist ein thailändischer Fußballspieler.

## Karriere
Suwat Yadee stand bis Ende 2019 beim Muangkan United FC in Kanchanaburi unter Vertrag. Mit Muangkan spielte er in der Thai League 3dritten Liga. Hier trag er mit dem Klub in der Upper Region an. Die erste Jahreshälfte 2020 stand er beim Thai League 4Viertligisten Kabin United FC in Kabinburi unter Vertrag. Im Juli 2020 wechselte er zum Zweitligisten Lampang FC. Sein Zweitligadebüt für den Verein aus Lampang gab er am 19. September 2020 im Auswärtsspiel gegen den Ayutthaya United FC. Hier wurde er in der 58. Minute für Jongrak Pakdee eingewechselt. In der 75. Minute schoss er sein erstes Zweitligator für Lampang. Im August 2021 wechselte er auf Leihbasis zum Zweitligaaufsteiger Muangkan United FC. Für den Verein aus Kanchanaburi bestritt er 15 Ligaspiele.  Da Muangkan die Lizenz für die kommende Saison verweigert wurde, wechselte er im Juni 2022 zum Zweitligaaufsteiger Uthai Thani FC. Für den Zweitligisten aus Uthai Thani bestritt er ein Ligaspiel. Nach der Hinrunde wurde sein Vertrag im Dezember 2022 aufgelöst. Im gleichen Monat unterschrieb er einen Vertrag beim ebenfalls in der zweiten Liga spielenden Krabi FC. Am Ende der Saison 2023/24 belegte er mit dem Klub aus Krabi den letzten Tabellenplatz und musste somit in die dritte Liga absteigen. Nach dem Abstieg verließ er den Verein und schloss sich im Sommer 2024 dem Drittligisten Samut Sakhon City FC an. Mit dem Verein aus Samut Sakhon spielte er achtmal in der Western Region der Liga. Nach der Hinrunde wechselte er im Dezember 2024 in die Eastern Region zum Kabin United FC.